# Elena Estaun Sánchez
Elena Estaun Sánchez   (Eivissa) és una dissenyadora de joies eivissenca. El 2017 va ser guardonada amb el premi Nacional de la Generalitat a la millor col·lecció de 080 Barcelona Fashion per la seva proposta «Ethnic Vibes».

## Trajectòria
Nascuda a Eivissa en una família d'esportistes i empresaris, Elena Estaun va formar-se a Nova York, a la Parsons The New School for Design, i posteriorment va estudiar joieria experimental a la Saint Martin's School of Art de Londres. El seu projecte de final de carrera en màrqueting de moda va consistir en un conjunt de dissenys de joies, en comptes de roba. A partir d'aquest moment va començar a treballar com a estilista i dissenyadora de joies per a diversos joiers de Nova York.
Posteriorment es va instal·lar novament a Eivissa i l'any 2008 va fundar una marca pròpia a Barcelona. Sis anys més tard, el 2014, va obrir la seva primera botiga a Barcelona i el 2017 en va engegar dues més, primer una a Barcelona i després una altra a Eivissa. Amb tot, no va abandonar l'objectiu de teixir xarxes comercials amb Nova York i Los Angeles.
Els seus primers treballs partien d'objectes trobats o recollits, des de ferralla (claus, frontisses, volanderes, cargols, etc.) fins a fruits o fòssils, que combinava amb els metalls nobles i les pedres precioses de la joieria, i amb d'altres materials com cordes, seda o cautxú. La dissenyadora, però, va més enllà i incorpora aquestes joies en altres elements d'indumentària i accessoris creats per ella mateixa. Els seus orígens i la seva experiència a Nova York, així com els seus viatges per països africans, han propiciat una manera de combinar els elements d'origen ètnic o quotidià amb els del món urbà i la joieria contemporània.
La seva obra ha rebut diversos reconeixements i premis, destacant la seva aportació a la innovació en el camp de la joieria contemporània. La seva col·lecció Ethnic Vibes va rebre el premi de l’edició del 080 Barcelona Fashion del 2017.
Elena Estaun formà part de la llista de les 100 dones més influents de Catalunya que la revista Forbes va presentar per primera vegada l'any 2025.